# I тысячная конная когорта далматов
I тысячная конная когорта далматов (лат. Cohors I Delmatarum milliaria equitata) — вспомогательное подразделение армии Древнего Рима.
Когорта, вероятно, была набрана в правление императора Октавиана Августа из жителей Далмации после 9 года. К эпохе царствования Клавдия подразделение уже существовало. О его ранней истории известно мало. Вероятно, изначально когорта состояла из 480 бойцов (стандартный состав), но к концу 80-х годов её состав был расширен до 800 солдат, когда она и получила название «тысячная». Данное подразделение упомянуто в надписи на здании от 170 года, найденной в далматийском городе Салона, где когорта участвовала в строительстве башни. Надпись от 200 года свидетельствует, что когорта участвовала в парфянской кампании императора Септимия Севера в 197—198 годах. Тем не менее, практически все дошедшие до нас надписи с упоминанием подразделения были найдены в Далмации, так что вполне вероятно, что его постоянный лагерь располагался в этой провинции. Это весьма необычно, поскольку подавляющее большинство вспомогательных подразделений римской армии были размещены вблизи границ империи, в то время как Далмация была внутренней провинцией.
До нашего времени дошли имена 4 трибунов когорты, 3 центурионов и 1 декуриона.